# Paweł Skałuba
Paweł Skałuba – polski śpiewak operowy (tenor), pedagog.

## Życiorys
Ukończył w 1996 z wyróżnieniem Akademię Muzyczną w Gdańsku w klasie prof. Piotra Kusiewicza. Debiutował 30 marca 1996 na scenie Państwowej Opery Bałtyckiej partią Ernesta w Don Pasquale Donizettiego. Solista Opery Bałtyckiej w Gdańsku (1997–2017) oraz Teatru Wielkiego w Łodzi (od 2017). Laureat międzynarodowych konkursów wokalnych. Brał udział w nagraniu czterech płyt nominowanych do Nagrody Muzycznej Fryderyk: w 2000 w kategorii Muzyka Wokalna (Stanisław Moniuszko - Kanony, DUX), w 2005 w kategorii Album Roku Muzyka Wokalna (Johann Strauss - Zemsta Nietoperza, Polskie Radio), w 2006 w kategorii Album Roku Muzyka Wokalna (Polish Songs, DUX) i w 2019 w kategorii Album Roku Muzyka Chóralna, Oratoryjna i Operowa (Moniuszko - Straszny Dwór, DUX).
W latach 2010–2013 pracował w gdańskiej Akademii Muzycznej jako pedagog w klasie śpiewu solowego prof. Floriana Skulskiego. W 2019 otrzymał stopień naukowy doktora sztuk muzycznych. Od 2022 jako adiunkt, prowadzi klasę śpiewu solowego w Akademii Sztuki w Szczecinie.

## Partie operowe
- Alfred (Traviata, Verdi)
- Cavaradossi (Tosca, Puccini)
- Don Ottavio (Don Giovanni, Mozart)
- Don Jose (Carmen, Bizet)
- Jontek (Halka, Moniuszko)
- Leński (Eugeniusz Oniegin, Czajkowski)
- Pinkerton (Madame Butterfly, Puccini)
- Pollione (Norma, Bellini)
- Stefan (Straszny dwór, Moniuszko)

## Nagrody i wyróżnienia
- 1991: I wyróżnienie na IV Międzynarodowym Konkursie Sztuki Wokalnej im. Ady Sari w Nowym Sączu
- 1993: finalista I Międzynarodowego Konkursu Wokalnego im. Placido Domingo
- 1993: Nagroda Gdańskiego Towarzystwa Przyjaciół Sztuki
- 1995: III nagroda i nagroda specjalna za wykonanie arii Stefana ze Strasznego dworu na VI Międzynarodowym Konkursie Sztuki Wokalnej im. Ady Sari w Nowym Sączu
- 1995: Stypendium firmy Yamaha[6]
- 2002: Nagroda Główna przyznana przez publiczność IV Turnieju Tenorów w Szczecinie
- 2010: Brązowy Medal „Zasłużony Kulturze Gloria Artis”[7]
- 2016: Teatralna Nagroda Muzyczna im. Jana Kiepury w kategorii Najlepszy Śpiewak[8]
- 2016: Statuetka i tytuł „Osobowość Roku 2015”[5]
- 2016: Nagroda Prezydenta Miasta Gdańska w Dziedzinie Kultury w podziękowaniu za zasługi i promocji Miasta Gdańska oraz z okazji jubileuszu 20-lecia pracy artystycznej[9]

Źródło:.